# میلی‌سگ
میلِی‌سگ (به مجاری:  Milejszeg) یک شهرداری در مجارستان است که در زالا واقع شده‌است. میلِی‌سگ ۹٫۰۸ کیلومتر مربع مساحت و ۴۱۷ نفر جمعیت دارد.